# Mulissu-mukanniszat-Ninua

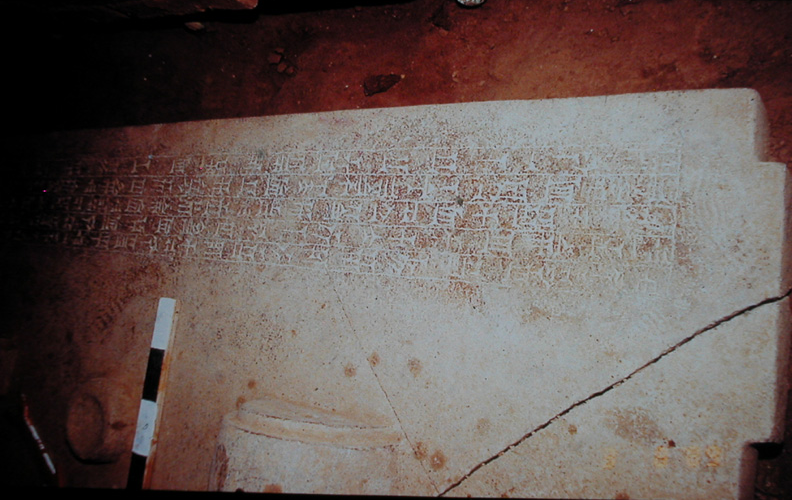
Pokrywa sarkofagu Mulissu-mukanniszat-Ninuy z grobowca III z Kalhu

Mulissu-mukanniszat-Ninua (akad. Mulissu-mukannišat-Nīnua, tłum. „(bogini) Mulissu, ta, która czyni pokornym/uległym miasto Niniwa”) – asyryjska królowa, małżonka Aszurnasirpala II (883-859 p.n.e.). Po śmierci króla wyszła za mąż za jego syna Salmanasara III (858-824 p.n.e.). Jej ojcem był Aszur-nirka-da’’in, pełniący na dworze asyryjskim urząd rab szake (akad. rab šāqê) - wielkiego podczaszego. 
Grobowiec z sarkofagiem Mulissu-mukanniszat-Ninuy (tzw. Grobowiec III) odnaleźli w 1989 roku archeolodzy iraccy pod jednym z pomieszczeń Pałacu Północno-zachodniego w Kalchu. Grobowiec ten składał się z dwóch komór: przedsionka i komory grobowej z sarkofagiem. Rozmiary i waga sarkofagu wskazują, iż umieszczony on musiał być w grobowcu jeszcze przed jego ukończeniem, a nawet przed ukończeniem pomieszczenia nad nim. Komora grobowa została obrabowana już w starożytności i poza samym sarkofagiem niewiele więcej tam znaleziono. Na pokrywie sarkofagu umieszczona była inskrypcja, dzięki której udało się ustalić do kogo grobowiec należał:
„Należący do Mulissu-mukanniszat-Ninuy, królowej Aszurnasirpala, króla Asyrii, i Salmanasara, króla Asyrii. W przyszłości nie wolno nikomu złożyć tu (innej) kobiety pałacu czy królowej, ani usunąć tego sarkofagu z jego miejsca. Jeżeli ktoś usunie ten sarkofag z jego miejsca, jego duch nie otrzyma ofiary kispu wraz z innymi duchami. To jest tabu Szamasza i Ereszkigal! Córka Aszur-nirka-da'ini, wielkiego podczaszego Aszurnasirpala, króla Asyrii”
Inskrypcja ta jest jedynym znanym dowodem na to, że królowie asyryjscy żenili się z przedstawicielkami asyryjskiej arystokracji.